# Peter G. Fitzgerald
Peter G. Fitzgerald (ur. 20 października 1960 w Elgin, Illinois) – amerykański prawnik i polityk związany z Partią Republikańską.
W latach 1999–2005 reprezentował stan Illinois w Senacie Stanów Zjednoczonych.